# Mark G. Meadows
Mark G. Meadows (* um 1985) ist ein US-amerikanischer Musiker (Piano, Komposition, auch Gesang) des Modern Jazz und Hochschullehrer.

## Leben und Wirken
Meadows ist der Sohn eines Gospel- und Jazzsängers und begann seine musikalische Ausbildung, als er im Alter von drei Jahren auf einem Casio-Keyboard spielte. Im Alter von fünf Jahren erhielt er klassischen Klavierunterricht von der russischen Pianistin und Pädagogin Rosalie LeVant in Dallas. Mit 13 Jahren erweiterte er seine Ausbildung im Bereich Jazzpiano bei Julie Bonk. 2007 wurde die Zeitschrift Down Beat auf sein Talent aufmerksam und zeichnete ihn für seine Arbeit in der Kategorie Pop Rock Composition bzw. Pop Rock Solo aus. Nach dem Abschluss an der Booker T. Washington High School für darstellende und bildende Kunst in Dallas erwarb Meadows 2011 zwei Bachelor-Abschlüsse in Psychologie und Jazzpiano an der Johns Hopkins University, dann 2013 das Diplom in Jazzpiano am Peabody Conservatory in Baltimore.
Seit Beginn seiner Karriere arbeitete Meadows mit Künstlern wie Bobby McFerrin, Kendrick Lamar, Renée Fleming, Nicholas Payton, Kurt Elling, Warren Wolf und Sean Jones. Ferner trat er als Headliner an bekannten Veranstaltungsorten auf, darunter im Lincoln Center und im Smalls Jazz Club in New York, in der Blues Alley, in den Bohemian Caverns, im Warner Theatre und im John F. Kennedy Center for the Performing Arts in Washington, DC, und im Music Center in Strathmore in North Bethesda.
2016 gab Meadows sein Schauspieldebüt im Signature Theatre von Arlington in der Erstaufführung des Musicals Jelly’s Last Jam mit der Titelrolle. Dort war er dann künstlerischer Leiter des Kleinkunstprogramm; 2023 präsentierte er das Programm „How Sweet It Is: The Men of Soul Cabaret“. 2024 war er am Broadway als einer der beiden musikalischen Leiter für die Aufführungen des Musicals The Outsiders verantwortlich.
Neben fünf EPs und Alben unter eigenem Namen nahm Meadows auch mit Jack Kilby & The Front Line auf (Love Is a Song Anyone Can Sin, 2018). 2019 wurde er neben Joshua White, Rebeca Mauleón und George Cables in der Sendung A Jazz Piano Christmas von National Public Radio präsentiert.
Meadows ist außerdem Adjunct Assistant Professor am Shenandoah Conservatory (Shenandoah University in Winchester, Virginia) und Dozent an der Duke Ellington School of the Arts in Washington (DC). Dort leitet die Mellow Tones, ein studentisches Jazz-Vokalensemble, für das er auch arrangiert.

## Preise und Auszeichnungen
Meadows wurde von der Zeitung Washington City Paper für 2014 zum „Künstler des Jahres“ und ebenso zum „Komponisten des Jahres“ ernannt. Als „Bester Komponist“ und mit der „Aufnahme des Jahres“ zeichnete ihn dieselbe Zeitung 2016 aus. Im selben Jahr erhielt er von der Zeitschrift CapitalBop eine Auszeichnung für das zweitbeste Album des Jahres.

## Diskographische Hinweise
- Somethin’ Good (2014), u. a. mit Brent Birckhead, Paul Bollenback, Warren Wolf, Eric Wheeler, Eric Kennedy[7]
- To the People (2016)[9]
- Be the Change (EP, 2019)[10][11]
- Only Time (2023)[3]